# シンガポール・インドア・スタジアム
シンガポール・インドア・スタジアム（Singapore Indoor Stadium）はシンガポールのクラン川沿いに位置する屋内競技場。1989年12月31日開場。シンガポール・スポーツ・ハブの一部。

## 概要
設計者は日本の建築家丹下健三。アリーナは最大12000名収容。
過去に カイリー・ミノーグ、アヴリル・ラヴィーン、デヴィッド・ボウイ、リンキン・パーク、ブラック・アイド・ピーズ、ウエストライフ、バックストリート・ボーイズ、オアシス、コールドプレイ、ザ・キュアー、レッド・ホット・チリ・ペッパーズ、ジャネット・ジャクソン、イル・ディーヴォ、サミー・チェン、ポリス、アンディ・ラウ、エリック・クラプトン、 フィル・コリンズ、クリスティーナ・アギレラ、グウェン・ステファニー、少女時代、EXOなどがコンサートを開催し、Mnet Asian Music Awardsの授賞式なども実施された。日本のアーティストではCHAGE&ASKA、小田和正、喜多郎、安全地帯、L'Arc〜en〜Cielがコンサートを開催した。
また、バスケットボール、WWEの大会も行われている。
2010年に開催されたシンガポールユースオリンピックでは、バドミントン、卓球の会場となった。